# Gullers förlag
Gullers förlag är ett svenskt före detta bokförlag med inriktning mot bildböcker och presentböcker, så kallade "coffee table"-böcker. Det grundades av fotografen K.W. Gullers och är sedan 2011 en del av Votum förlag.

## Historik
Förlaget startades av fotografen och förläggaren K.W. Gullers, som under sin tid gav ut fler än 80 fotoböcker. 1990 kom det att ingå i Örebro-baserade Libris förlag, som då köpte förlaget av Gullers själv. Därefter satsade förlaget – som en förlagsetikett inom Libris – på utgivning relaterat till svensk natur och kulturarv.

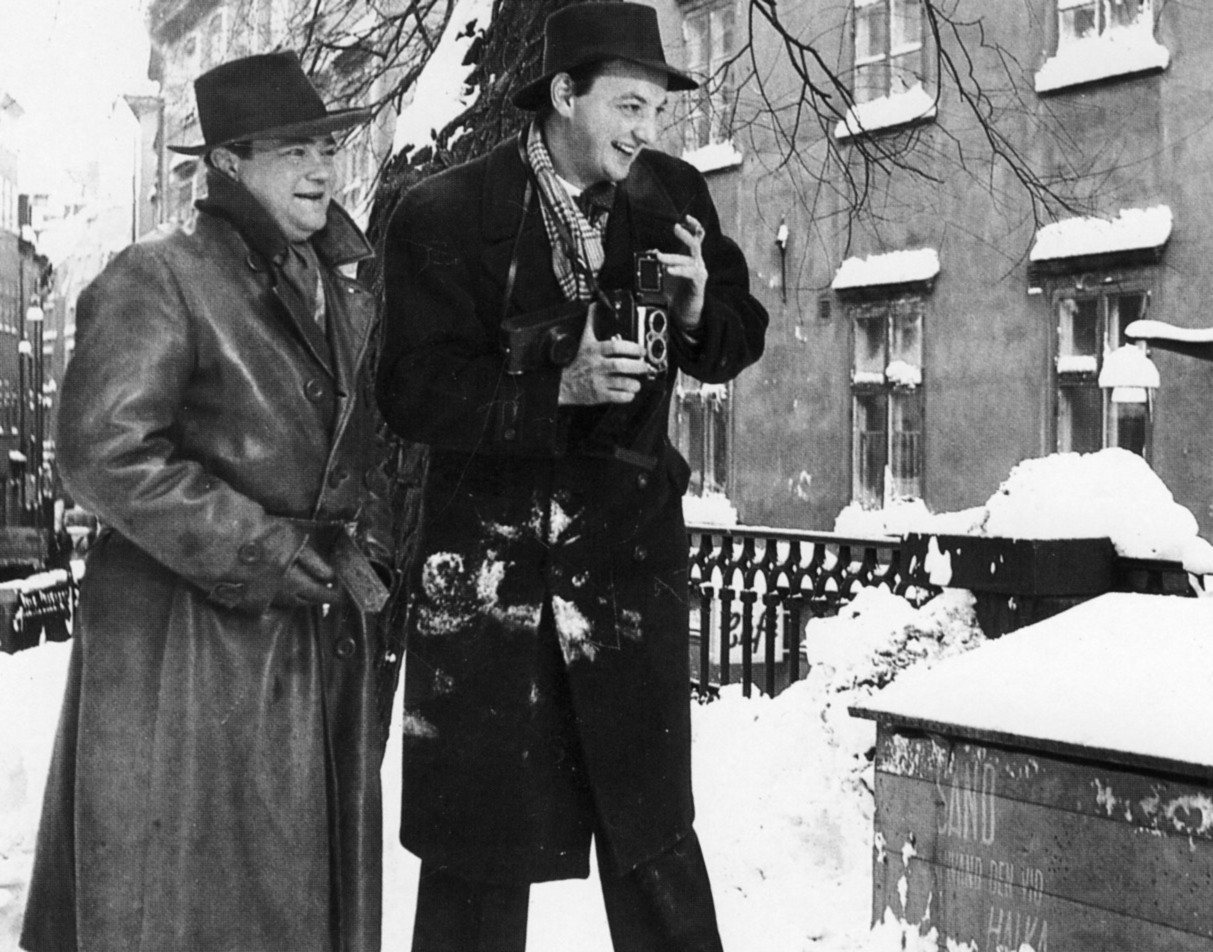
Stieg Trenter och K.W. Gullers, den senare grundare av Gullers förlag (bild från 1950-talet).

Gullers förlag är sedan 2011 en del av Votum förlag.

## Utgivning (uval)
- Zetterlund, Sven; Rasmussen Linda (2007). I Afrikas grepp: en sann berättelse om äventyr, kärlek, sorg och lycka. [Örebro]: Gullers Förlag. Libris 10429018. ISBN 91-88238-64-4

- Linné, Carl von (2007). Linnés dalaresa. Gullers Förlag. Libris 10429019. ISBN 91-88238-65-2